# Индикатор (экология)
Экологический индикатор — это фрагмент информации об экосистеме, используемый для исследования её состояния и для изучения влияния деятельности человека на данную экосистему.
Термины «экологический индикатор» и «индикатор окружающей среды» зачастую употребляются как взаимозаменяемые, однако это не совсем правильно. Экологические индикаторы — лишь подмножество индикаторов окружающей среды, они относятся только к экологическим процессам.

## Цели использования
Любая экосистема является сложным, комплексным объектом; экологические индикаторы позволяют описать её в простых терминах. Например, количество таксонов жуков в поле может служить индикатором биологического разнообразия.
Учёные разработали множество индикаторов, отражающих те или иные параметры экосистемы, включая биологические, химические и физические.
Их использование обусловлено также и прагматическим подходом к описанию и характеристике функционирования экосистем, таких как экологическая агросистема, поскольку прямое документирование каждого изменения в экосистеме нецелесообразно с точки зрения больших временных и денежных затрат. Например, для мониторинга успешности восстановления водно-болотных угодий проводят наблюдения за несколькими биологическими видами-индикаторами вместо подсчёта всех растений или животных.

## Характеристики индикатора
1. Должно существовать эмпирическое или теоретическое доказательство причинно-следственной связи между изменениями значения индикатора и измеряемой характеристикой (например, рак — индикатор чистоты водоёма).
2. Индикаторы должны отражать существенные характеристики системы, которые важны для принятия решений. Они должны отражать долгосрочные тенденции в экономике, социальной жизни и окружающей среде.
3. Индикаторы должны быть репрезентативными, чувствительными и надёжными, то есть отражать изменения в системе, свойства всей системы, а не каких-то её отдельных элементов, а также должны быть применимы на той территории, где их используют, отражать её специфику.
4. Индикатор должен качественно и количественно измеряться, единицы измерения должны быть общеприняты и стандартизированы, чтобы быть сопоставимым с аналогами в других регионах (сообществах). Важно, чтобы каждый индикатор отражал какую-то специфическую черту процесса развития и не дублировал другие индикаторы.
5. Ещё одним условием разработки эффективного индикатора является доступность. Под доступностью имеется в виду доступность данных и возможность их обновления; доступность данных для проверки, финансовая доступность в том смысле, что индикаторы не должны быть слишком дорогими; короткое время вычисления и/или подготовки индикаторов.
6. Источник данных для индикатора должны пользоваться доверием у населения. В процесс разработки, в том числе и сложных индикаторов, которые могут или затрагивают чувствительные проблемы необходимо вовлекать все заинтересованные группы общественности.
7. Индикатор — это способ передачи сложной для понимания населением информации, поэтому он должен быть понятным и привлекательным, а также показательным. Это необходимо для того, чтобы разъяснить сложные общественные явления и вовлечь население в процесс принятия решения.
8. Наличие длинных рядов данных позволяет определить динамичность предлагаемого индикатора. Мало изменяющиеся индикаторы в большинстве случаев не представляют интереса. Также позволяет сразу наблюдать динамику, сопоставлять текущие значения с прошлыми и определять тенденции развития.

## Типы индикаторов
Существует несколько типов индикаторов:
- Оценки состояния (среды, здоровья и др.);
- Раннего оповещения об опасности;
- Динамики состояния (тенденций развития);
- Диагностические (позволяющие определить причины изменения состояния);
- Достижения запланированных целей;
- Индикаторы связей в системе, обратной связи (реакции на воздействие) и другие.